# Watcom
Watcom International Corporation fue una empresa canadiense desarrolladora de software fundada en 1981 en la Universidad de Waterloo (Waterloo, Ontario, Canadá) por tres exempleados del Computer Systems Group: Fred Crigger, Ian McPhee, and Jack Schueler. Watcom desarrolló una serie de herramientas, entre ellas el reconocido compilador Watcom C Compiler de 1988.
La empresa fue comprada por Powersoft en 1994, y esta a su vez por Sybase en 1995. Posteriormente Sybase fue comprada por SAP en mayo de 2010. 

## Watcom C Compiler
Lanzado en 1988 para entorno MS-DOS fue uno de los compiladores más apreciados para dicho sistema operativo. Soportaba modo protegido 386 e incluía el extensor DOS/4GW.
Algunos de los más célebres videojuegos de disparos en primera persona para MS-DOS de comienzos/mediados de los años 1990 fueron desarrollados con Watcom C Compiler, incluyendo Doom, Descent y Duke Nukem 3D.
El C Compiler pasó a llamarse Watcom C/C++ Compiler en 1993 al incluir soporte para el lenguaje C++. Se publicaron versiones para Windows (con soporte Win32) y OS/2, que incluían su IDE en 1994.
La versión 11 publicada en 1997 (y sus sucesivos parches) fue la última versión comercial.

## Otros compiladores
Además de los compiladores y entornos de desarrollo integrados para C/C++, Watcom también desarrolló este tipo de herramientas para otros lenguajes, incluyendo BASIC, PASCAL, COBOL, FORTRAN y REXX, para varios sistemas operativos.

## Open Watcom
En el año 2000 Sybase liberó el código fuente del C/C++ Compiler y FORTRAN Compiler, creando así, con la ayuda de SciTech Software el proyecto OpenWatcom cuya versión 1.0 fue lanzada en 2003.
El OpenWatcom C/C++ y OpenWatcom FORTRAN pueden descargarse libremente de su sitio web. Existe una edición para Microsoft Windows y otra para OS/2, así como una versión no oficial para Linux.
La última versión estable de OpenWatcom es la 1.9 de junio de 2010.

## Watcom SQL
Aparte de los compiladores Watcom también desarrolló un sistema gestor de bases de datos llamado Watcom SQL, lanzado en 1992. Actualmente es desarrollado por iAnywhere Solutions, filial de Sybase con el nombre de Adaptive Server Anywhere.